# نووکوزنتسوفکا
نووکوزنتسوفکا (به لاتین: Novokuznetsovka) یک منطقهٔ مسکونی در روسیه است که در سرزمین آلتای واقع شده‌است.